# Бруней на Паралимпийских играх
Бруней на Паралимпийских играх впервые принял участие в 2012 году на летних Играх в Лондоне, и с тех пор принимает участие на всех летних Играх (за исключением Игр 2012 и 2016 годов). На зимних Играх Бруней участия пока не принимал. Медалей на Играх спортсмены Брунея пока не завоевали.